# توني سيرا
توني سيرا (بالإنجليزية: Tony Serra)‏ هو محامي أمريكي، ولد في 30 ديسمبر 1934 في سان فرانسيسكو في الولايات المتحدة.